# Aristolochia maxima
Aristolochia maxima är en piprankeväxtart som beskrevs av Nikolaus Joseph von Jacquin. Aristolochia maxima ingår i släktet piprankor, och familjen piprankeväxter. Inga underarter finns listade i Catalogue of Life.